# Pham Doang Trang
Phạm Đoan Trang (* 1978, Hanoj) je vietnamská spisovatelka, blogerka, novinářka a aktivistka pro demokracii. V roce 2017 obdržela cenu Homo Homini od společnosti Člověk v tísni „za výjimečnou publicistickou práci, jíž značnou měrou přispívá k ochraně lidských práv a šíření demokratických hodnot ve Vietnamu, a za příkladnou odvahu“. Přes soustavné zastrašování její stránku na Facebooku sleduje 40 tisíc lidí a její blog „Deník práva“ (Luat Khoa Tap Chi) čte 20 tisíc zájemců denně.
V tomtéž roce vydala svoji devátou knihu „Politika pro každého“ (Chính Trị Bình Dân), která sice nesměla vyjít tiskem, ale je dostupná na internetu. Autorka pak byla potrestána domácím vězením a musela se uchýlit na odlehlé místo.
Pham Doan Trang je označována za jednu z vůdčích postav vietnamského disentu a na svém blogu kromě jiného upozorňovala na „policejní brutalitu a nespravedlnosti páchané komunistickým režimem“. Disidentka byla zatčena v říjnu 2020 v Ho Či Minově Městě s obviněním z šíření informací a materiálů namířených proti státu. Zadržení Pham Doan Trang odsoudily mezinárodní organizace pro lidská práva Human Rights Watch (HRW) a Amnesty International. Dne 14. prosince 2021 byla odsouzena k devítiletému vězení, což je téměř maximální trest za druh aktivit, ze kterých byla obviněna.